# Maczde Carpate
MacZde Carpate est un groupe de rock formé en 1996 à Grenoble.

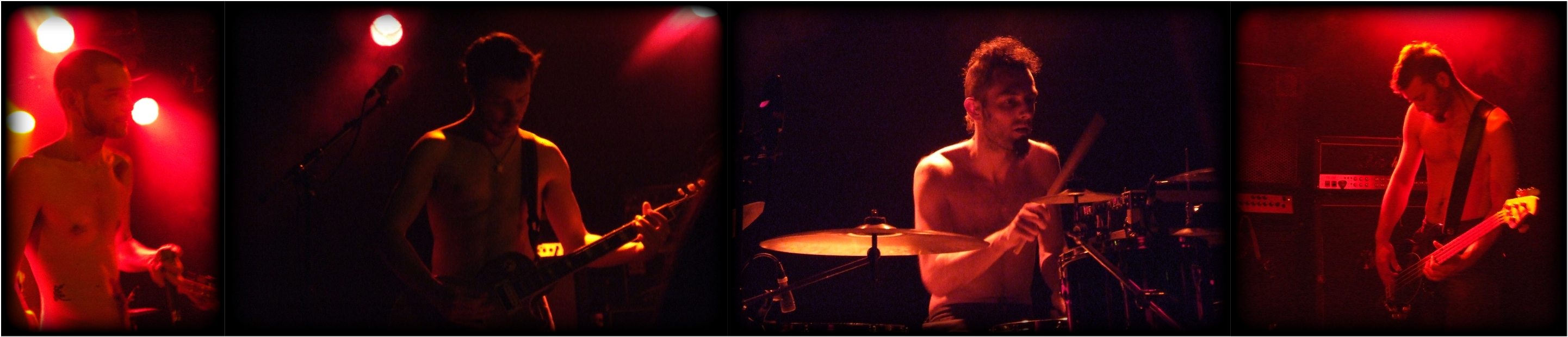
MacZde Carpate le 27 novembre 2006 à Strasbourg (montage)

## Biographie
Le groupe s'est formé en 1996 et séparé en décembre 2008, après 13 ans d'existence, plus de 400 concerts en France et à l'étranger.
Au sein de la culture rock dominante marquée par un énième revival, dont les principaux protagonistes s’appliquent à ré-interpréter fidèlement les standards fondateurs du genre, on attend aujourd’hui d’un groupe qu’il se positionne clairement : soit il est pop et son message doit être léger, festif, ne réservant qu’à la sphère intime ses élans mélancoliques, soit il est rebelle et engagé et se doit de sonner dur, vindicatif, et d'exhiber comme il se doit ses oripeaux alter-mondialistes. Vivre en adéquation avec ce qu'on affirme est parfaitement secondaire, et tant pis si la réalité est plus complexe...
MacZde Carpate s'est rapidement rendu compte qu'il restait peu de place pour un autre positionnement, plus flou, même si quelques exceptions poétiques arrivent parfois à se faire entendre. Car les standards ont toujours caché des cultures rock, qui renouvellent constamment le genre en se nourrissant d’autres cultures musicales : c'est là que foisonnent de nombreux groupes, en France et dans le monde, qui émergent parfois timidement dans le grand cirque de l'industrie et des médias de la musique, puis en disparaissent, et tracent ainsi peu à peu leur route, à leur propre rythme...
Le groupe a peu à peu fait sienne cette démarche, non pas consciemment mais en suivant des envies parfois contradictoires, laissant l’improvisation déterminer ce que seront les bases de ses chansons, et tirant parti des compromis indispensables à la composition collective.
Sans renier l’insouciance de la pop ni la violence contestataire de la musique engagée dont ils sont nourris, le groupe confronte la traditionnelle base rock basse / guitare / batterie / chants à d’autres perspectives, tente des croisements : la tension et le son brut du rock s'enrichissent alors de contrastes prononcés, de folklores inattendus, et d’une écriture poétique portée par une tessiture de voix inhabituellement claire, parfois contrebalancée de chœurs scandés.
Puis la scène donne aux morceaux leur véritable forme, puisqu’il est vital pour le groupe d’en faire un instant de libération, où l’intensité des émotions guide la recherche de la frénésie, pour que musiciens et public partagent un moment d'exception.
En longues montées ou en violents feux de paille, les titres sont autant chansons que morceaux de musiques; les mots deviennent alors instruments, se mêlent aux sons, préférant les images instinctives aux histoires, pour dépeindre des sensations étranges ou des expériences troublantes...
Conscient des risques et des difficultés qu'il y a à vouloir s'inscrire dans la durée tout en sauvegardant l'urgence propre au rock, de multiplier les registres tout en cherchant à affiner son identité sonore, et d'atteindre l'homogénéité tout en permettant à chaque membre de s'exprimer pleinement, le groupe ne prétend ni révolutionner la musique, ni même parvenir à ses fins.
L'important est de s'en rapprocher, de continuer à progresser à chaque disque et chaque tournée, de profiter des rencontres et de rester curieux; le groupe s'impose simplement une certaine exigence pour aller au bout de ses envies, ce qui peut demander une attention particulière de l'auditeur, et une certaine ouverture d'esprit... il arrive ainsi souvent que le groupe séduise des publics d'autres cultures musicales ou scéniques.
On laissera donc ici le soin à qui le souhaite d'accoler à rock les étiquettes qui lui sembleront les plus judicieuses.
Tue-Tête
Une fois les improvisations de base devenues, par étapes successives, des morceaux structurés, le pari était de trouver comment retranscrire l'urgence de la scène et de ses débordements sonores, où l'identité du groupe est la plus affirmée...
Maquetté puis réalisé au studio Le passe-Muraille avec François Carle (qui sonorise les concerts du groupe depuis plus de 3 ans), et Olivier Depardon, musicien et faiseur de son prolifique (Virago, Zygoma, Jull...), le groupe a principalement enregistré live, laissant place aux accidents et marges d'improvisation susceptibles d'enrichir leurs compositions minutieusement préparées.
De cette matière brute résulte une couleur sonore organique, où la voix claire guide l'attention, pour mieux se faire gagner par la frénésie des instruments, jusqu'à ce que l'agressivité se pose en mur et finisse en silence assourdissant.
De tourneries hypnotiques en riffs mécaniques, de dissonances magmatiques en accalmies épurées, la musique et les mots rêvent d'expériences sans retour où conduit la recherche du changement, convoquent souvent les forces de la nature en d'inquiétants paysages mentaux.
On cerne un besoin de dépassement de soi, qui ne rencontre que désillusions : on nous invite alors au survol de continents fantasmés, anticipant la prochaine explosion, tandis que les mots et les voix de deux invités se joignent au groupe pour étoffer le tumulte salvateur (Jull sur Eau et Poussière, Nadj sur Finalement).
On tente de comprendre l'origine de cette mélancolie et à qui s'adresse cette rage, de percer le sens de Tue-Tête... et si la musique, finalement, n'avait pour but que de se confronter, et nous avec, à l'oppression des forces qui régissent nos vies ? Dans la limite et l'étendue de ses moyens ?
Bâtard
Double album (15 titres live et 13 titres studio)
Un condensé de 13 ans de propositions en marge des modes et des crises, avec la scène vécue comme autant d’instants d’exception et de partage, véritable moteur de la créativité du groupe et une recherche musicale sans cesse renouvelée.
Son identité, forgée dans le foisonnement de la scène indépendante française du milieu des années 90, s’est vite affirmée par une écriture onirique, parfois introvertie, dont les forces de la nature sont un élément récurrent. La musique cherche à ne jamais se répéter et explore toutes les voies de traverse du rock. Les instruments sont en constante recherche de climats, de contrastes, de rage instantanée ou d’apaisement, pour amener ce langage émotionnel toujours plus directement au corps et au cœur.

## Discographie
- Discomouche, 2000
- À l'intérieur, 2004
- Tue-tête, 2006
- Bâtard, 2008

## Membres du groupe
- Bertrand Tardy : basse, chœur ;
- Maël Salètes : guitare, chœur ;
- Benjamin Vaude : chant, textes et cuivre ;
- Pierre Thouzery : batterie, platine.